# Aemilia syracosia
Aemilia syracosia är en fjärilsart som beskrevs av Druce 1889. Aemilia syracosia ingår i släktet Aemilia och familjen björnspinnare. Inga underarter finns listade i Catalogue of Life.